# Wu Oriental
Wu Oriental 東吳; en Dōng Wú pinyin, també conegut com a Sun Wu (Xinès tradicional: 孫吳; Sūn Wú en pinyin - fou un dels Tres Regnes (222 - 280) que competiren pel control de la Xina després de la caiguda de la Dinastia Han en el Jiangnan (delta del Iang-Tsé) regió de la Xina. Durant sa existència, la capital estigué en gran manera a Jianye (建業, modern Nanjing), però de vegades estava a Wuchang (武昌, en el modern Ezhou, Hubei).

## Història
Durant la decadència de la dinastia Han, la regió de Wu - una regió al sud del riu Iang-Tsé al voltant de Nanjing - estava sota el control del senyor de la guerra Sun Quan. Sun Quan va succeir al seu germà Sun Ce com el senyor de la regió Wu amb un pagament simbòlic de lleialtat a l'Emperador Xian de Han (que era, en aquell moment, sota el control de Cao Cao). A diferència dels seus competidors, Quan en realitat no tenia l'ambició de ser emperador de la Xina. Tanmateix, després que Cao Pi de Cao Wei i Liu Bei de Shu Han es declararen tots dos com futurs Emperadors, Sun Quan va decidir de seguir el seu exemple en el 229, reivindicant la fundació de la dinastia Wu.
El 248 Khu Liên va dirigir els txam en el saqueig i arrasament de Jiaozhi i Jiuzhen i va derrotar la flota que Wu Oriental va enviar per rebutjar-los.
Wu Oriental finalment va ser conquerida pel primer emperador de la Jin, Sima Yan, en el 280. Dels Tres Regnes Sun Wu va ser el qual va tenir una vida més llarga.

## Llegat
Sota el mandat de Wu Oriental, la Xina del Sud considerada a principis de la història com una "jungla" de bàrbars va esdevenir un dels centres comercials, culturals i polítics de la Xina. En cinc segles, durant les Cinc Dinasties i Deu Regnes, el desenvolupament del sud de la Xina havia superat al del nord. Els èxits de Wu marcaren el començament de la divisió cultural i política entre el nord i el sud de la Xina, que apareixen repetidament en la història de la Xina de la modernitat.
L'illa de Taiwan podria haver estat abastada pels xinesos per primera volta durant el període dels Tres Regnes. Els contactes amb la població nativa i l'enviament d'oficials a una illa anomenada "Yizhou" (夷州) per la marina de guerra de Wu Oriental, podria haver estat a Taiwan, però el que fou Yizhou està obert a la controvèrsia, i alguns historiadors creuen que va ser Taiwan, mentre que altres creuen que foren les illes Ryukyu.

## Figures destacades

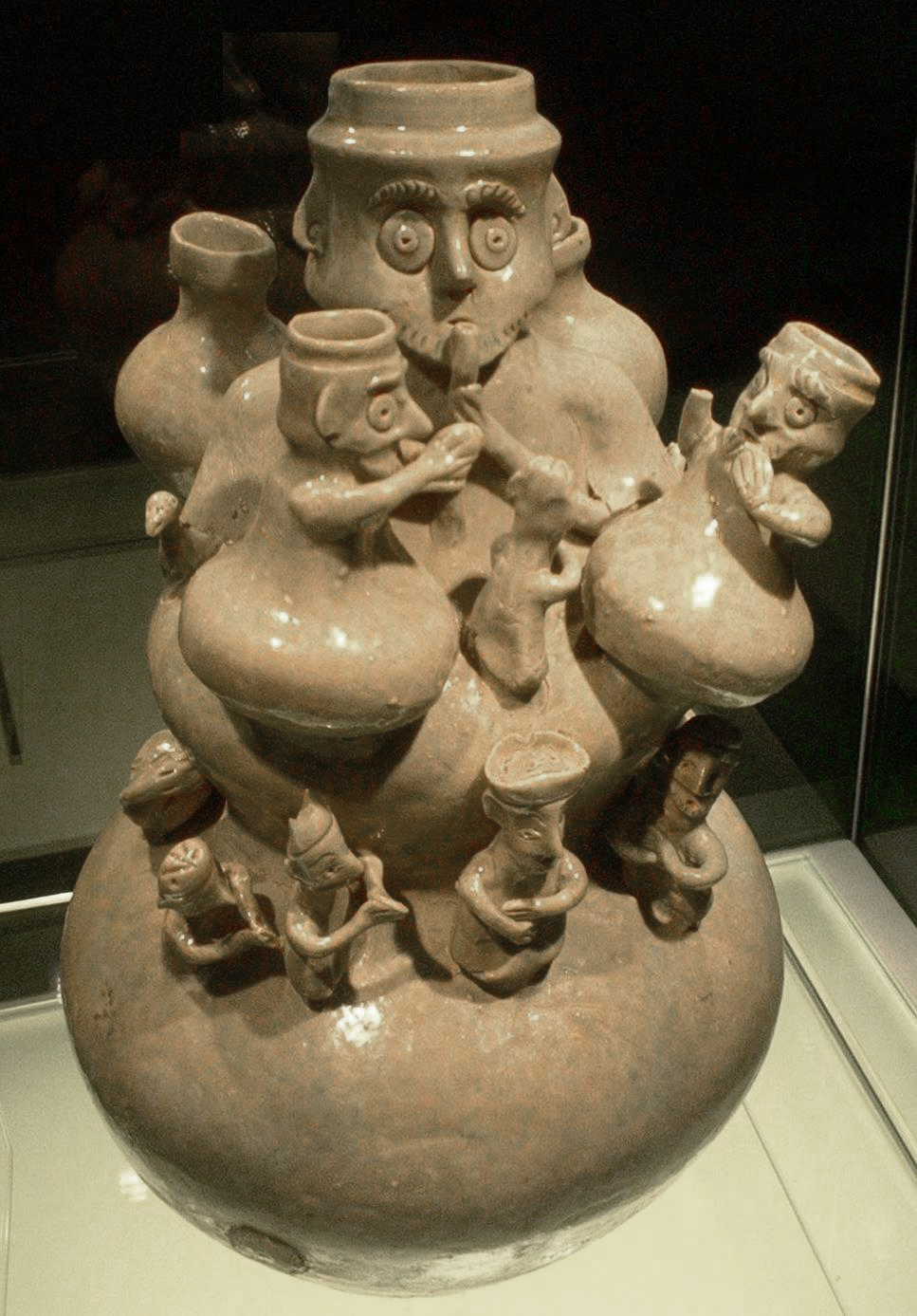
Gerra amb figures modelades de Wu Oriental, 222-280 CE, Museu de Xangai.

- Cheng Pu

- Chen Wu
- Ding Feng
- Dong Xi
- Emperadriu Pan
- Emperadriu Teng
- Emperadriu Quan
- Emperadriu Zhu
- Gan Ning
- Han Dang
- Huang Gai
- Jiang Qin
- Lady Wu
- Ling Cao
- Ling Tong
- Lu Kai
- Lu Kang
- Lu Su
- Lu Xun
- Lü Dai
- Lü Fan
- Lü Meng
- Pan Zhang
- Sun Ce
- Sun Deng
- Sun Hao
- Sun He
- Sun Jian
- Sun Jing
- Sun Jun (Tres Regnes)
- Sun Kuang
- Sun Lang
- Sun Liang
- Sun Lin
- Sun Quan
- Sun Shao
- Sun Xiu
- Sun Yi
- Taishi Ci
- Wu Jing
- Xu Sheng
- Yu Fan
- Zhang Hong
- Zhang Zhao
- Zhou Tai
- Zhou Yu
- Zhuge Jin
- Zhuge Ke
- Zhu Ran
- Zhu Zhi
- Zu Mao

## Llista de sobirans
| Noms a títol pòstum(Shi Hao 諡號)                                      | Noms personals             | Any(s) de Regnat | Noms d'era (Nian Hao 年號) i el seu rang d'anys |
| ---------------------------------------------------------------------- | -------------------------- | ---------------- | --- |
| Convenció: usar nom personal                                           |                            |                  | |
| Da Di (大帝 dà dì)                                                     | Sun Quan (孫權 sūn quán)   | 222-252          | Huangwu (黃武 huáng wǔ) 222-229 Huanglong (黃龍 huáng lóng) 229-231 Jiahe (嘉禾 jiā hé) 232-238 Chiwu (赤烏 chì wū) 238-251 Taiyuan (太元 taì yuán) 251-252 Shenfeng (神鳳 shén2 fèng) 252                                                                |
| Kuaiji Wang (會稽王 kuaì jī wáng)                                      | Sun Liang (孫亮 sūn liàng) | 252-258          | Jianxing (建興 jiàn xīng) 252-253 Wufeng (五鳳 wǔ fèng) 254-256 Taiping (太平 taì píng) 256-258 |
| Jing Di (景帝 jǐng dì)                                                 | Sun Xiu (孫休 sūn xiū)     | 258-264          | Yong'an (永安 yǒng ān) 258-264 |
| Wucheng Hou (烏程侯 wū chéng hóu) o Guiming Hou (歸命侯; gūi mìng hóu) | Sun Hao (孫皓 sūn haò)     | 264-280          | Yuanxing (元興 yuán xīng) 264-265 Ganlu (甘露 gān lù) 265-266 Baoding (寶鼎 baǒ dǐng) 266-269 Jianheng (建衡 jiàn héng) 269-271 Fenghuang (鳳凰 fèng huáng) 272-274 Tiance (天冊 tiān cè) 275-276 Tianxi (天璽 tiān xǐ) 276 Tianji (天紀 tiān jì) 277-280 |